# Cantrallia minima
Cantrallia minima är en insektsart som beskrevs av Desutter-grandcolas 1994. Cantrallia minima ingår i släktet Cantrallia och familjen syrsor. Inga underarter finns listade i Catalogue of Life.